# ゴドウィン (ウェセックス伯)
ウェセックス伯ゴドウィン（Godwin, Earl of Wessex, ? - 1053年4月15日）は、デンマーク系イングランド王クヌート1世（在位：1016年 - 1035年）およびその後継者らのもと、11世紀イングランド王国で最も大きな力を持った伯爵である。クヌートはゴドウィンを最初のウェセックス伯に任じた（1020年ごろ）。ゴドウィンはイングランド王ハロルド2世（在位：1066年）およびエディス（エドワード懺悔王の王妃）の父である。

## 生涯

### 権力の座につくまで
ゴドウィンの父はおそらくウルフノス・キルド（Wulfnoth Cild）であり、サセックス王国の家臣（thegn）であった。ウルフノスの出自については不明であるが、「Cild」（Childの意）は「ジュニア」と同義であると思われる。1009年、ウルフノスはエゼルレッド2世の艦隊の集会で何らかの罪により非難を受け、20隻の船とともに逃亡した。ウルフノスを追跡した船は嵐で難破した。ゴドウィンはおそらくエゼルレッド2世の長男エゼルスタン・アシリングの支持者であり、エゼルスタンが1014年に死去したときゴドウィンに所領を遺した。サセックスのコンプトンにあった領地はかつてゴドウィンの父が領有していた。現在ではゴドウィンはウェセックスと関連があったと考えられているが、ゴドウィンは恐らくウェセックスではなくサセックスで育ち、サセックス出身であったとみられる。
1016年にクヌート1世がイングランド王位についた後、ゴドウィンの出世は早かった。1018年までにはゴドウィンはおそらくウェセックス東部の伯となっており、1020年ごろまでには全ウェセックスの伯となっていたとみられる 。1019年から1023年の間に、ゴドウィンはクヌート1世のデンマーク遠征に従い、そこで名をはせ、その後しばらくしてデーンの伯ウルフの姉妹ギータと結婚した。ウルフ自身はクヌートの姉妹エストリズと結婚していた。

### クヌートの息子たちの治世
クヌート1世は1035年に死去し、イングランド王位は、クヌートとエルギフ・オブ・ノーサンプトンとの間の息子ハロルド1世と、その異母弟でエマ・オブ・ノーマンディーの息子ハーディカヌートとの間で争われた。ゴドウィンはデンマーク王であったハーディカヌートを支持し、ハーディカヌートがノルウェーのデンマークへの侵略に悩まされていたため、ハロルドがイングランド摂政となることに同意していた。1036年、エマ・オブ・ノーマンディーとエゼルレッド2世の末子アルフレッド・アシリングがイングランドに侵攻しようとした。しかしアルフレッドはゴドウィンに捕らえられ、ハロルド1世に引き渡された。アルフレッドは盲目にされ、その後まもなく亡くなった。この行為にゴドウィンがどこまで関与していたかは不明であるが、ゴドウィン自身の将来に汚点を残したことは確実である。1037年、ハーディカヌートは未だデンマークにいて戦いに対処していたため、ゴドウィンの支持を受けてハロルドが王とされた。
1040年にハロルド1世が死去し、ゴドウィンはハーディカヌートのイングランド王位継承を支持した。さらに1042年にハーディカヌートが死去すると、ゴドウィンはエゼルレッド2世の息子エドワードが王位につくのを支持した。エドワードはそれまでの30年近くをノルマンディーで過ごしてきた。エドワードの即位により、イングランド王位はウェセックス王家に戻ったが、ウェセックス王家はエマ・オブ・ノーマンディーによりデンマーク王家と血縁的に結びついていた。

### その後の対立、凋落、そして死

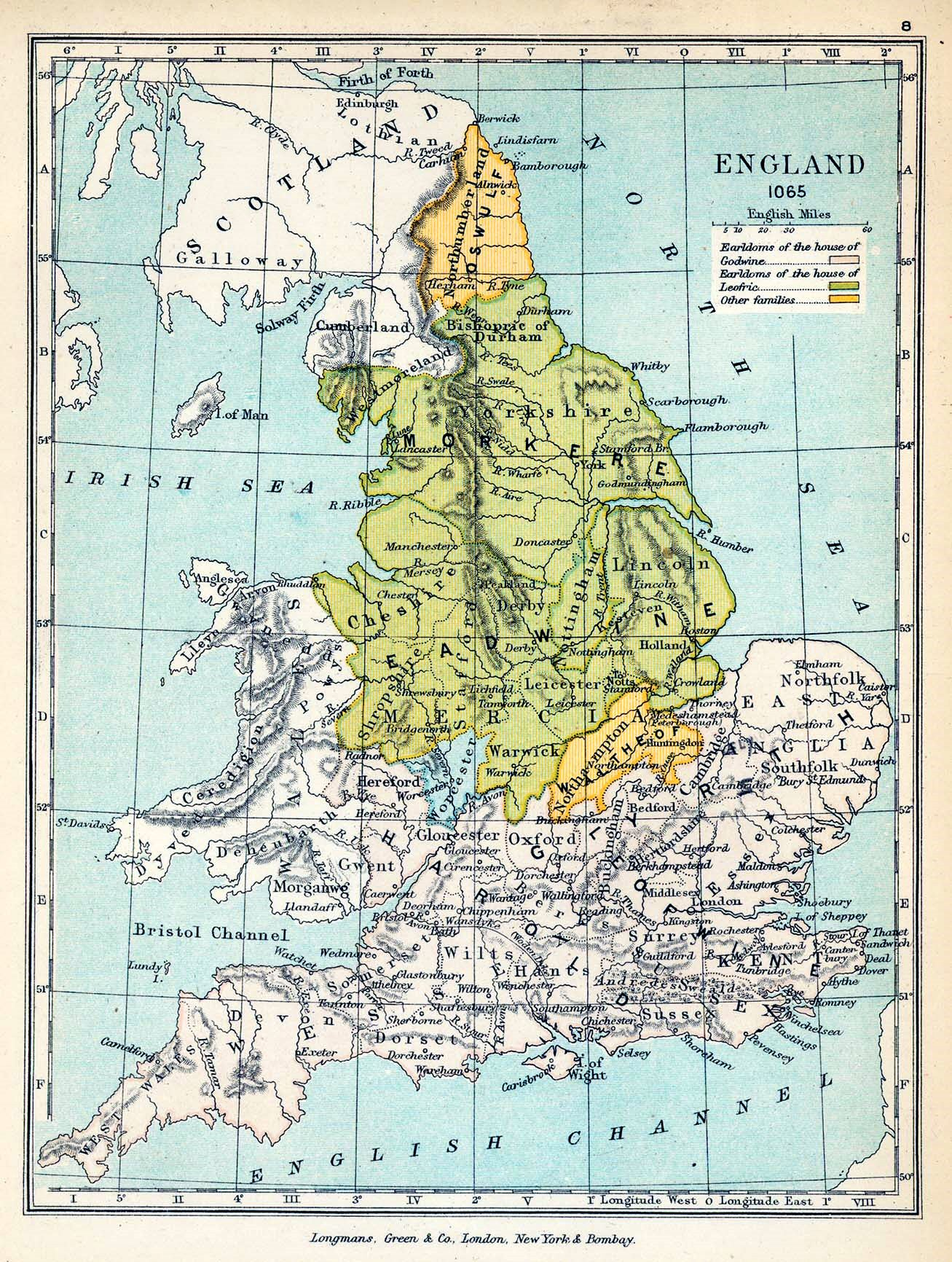
1065年のイングランド。ゴドウィン家の領地は南部イングランドの薄桃色の領域。

ゴドウィンは1045年に娘エディスをエドワード王と結婚させた 。
エドワード王は自身の権力基盤を築くため、ノルマンディーから貴族や聖職者らを呼び寄せた。このため、ゴドウィンは台頭してきたノルマン人支配の流入に対立するようになった。ドーバー市民とノルマンディーから来たブローニュ伯ウスタシュ2世との間で武力衝突が起こった後、ゴドウィンはドーバーの住民を処罰するよう命じられた（ゴドウィンとマーシア伯レオフリックはマーシア伯領内のウスターを破壊していた）。しかし今回はゴドウィンは拒否し、大陸からの勢力と闘うため在地貴族らを支持することを選び、エドワード王に対し反乱を起こした。エドワードはこれを試練とみなし、ゴドウィンの私権を剥奪し追放するために、ノーサンブリア伯シューアドとレオフリックの支援を求めた。ゴドウィンと息子らは1051年9月にイングランドから逃亡した。ゴドウィンとその妻ギータ、息子スウェイン、トスティおよびギルスはフランドルに逃亡したとみられる。息子レオフウィンとハロルドはダブリンに逃げ、そこでレンスター王ダーマット・マクモローから隠れ家と支援を提供された。翌年、エドワード王から王位を奪うため、軍を率いてゴドウィンの一家は全員イングランドに戻った。これが先例となり、1066年にゴドウィンの息子トスティが同様にイングランドに侵攻した。
ゴドウィンが伯領に帰還した翌年（1053年）の4月15日、ゴドウィンはウィンチェスターにおいて開催された宮廷晩餐会で倒れ、数日後突然死去した。12世紀の著述家リーヴォール修道院長エイルレッドによると、ゴドウィンはそのときアルフレッド・アスリングの死の原因について、「私がこの手に持っているパンの皮が私の喉を通っても無傷でいることで、私があなたに罪を犯していないこと、そしてあなたの弟君の死に対し無実であることを示しますように！」と言って責任がないことを主張していた。そしてゴドウィンはパンの皮を飲み込んだが、それが喉につかえてゴドウィンは死んだという。しかしこれはノルマン側のプロパガンダであったようで、同時代の記録ではゴドウィンは突然病におそわれ、おそらく心臓発作とみられるが、それで亡くなったとみられる。アビンドン版『アングロサクソン年代記』の1053年の記述には、「復活祭の翌日の月曜日、ゴドウィンは王と食事をとっていた時、ゴドウィンは突然言葉を失って足のせ台に倒れ込み、脱力した。そしてゴドウィンは王の私室に運ばれ、人々はゴドウィンが亡くなりそうだと思った。しかしそうではなかった。それどころか、ゴドウィンは話せず力も回復せぬまま木曜まで生き続け、そしてこの世から去った。」と書かれている。
息子ハロルドがウェセックス伯位を継承し、イングランドの南側およそ3分の1を支配した。ノーサンブリア伯シューアドの死（1055年）およびマーシア伯エルフガーの死（1062年）ののち、ゴドウィンの息子たちはほぼ全イングランドを手に入れた。イングランドの北側およそ3分の1にあたるノーサンブリア伯領はトスティを支持した。ハロルドとトスティとの同盟が1063年に敗れた後、イングランドの中央3分の1にあたるマーシア伯領は脇に追いやられた。1066年、ハロルドはエドワード王の跡を継いでイングランド王となった。この時、イングランドに残っていたハロルドの弟らは名目上はハロルドの忠実な臣下であった。ウェセックスはハロルド王自身が保持し、ハロルドはマーシア伯エドウィンおよびノーサンブリア伯モルカー（トスティに代わってノーサンブリアを与えられた）の姉妹エディスと結婚した。こうしてゴドウィン家は新たな王朝となるように見えたが、ハロルド王はノルマン・コンクエストにおいて廃位され殺害された。

## グッドウィン・サンズ
ケントのディール海岸近くのグッドウィン・サンズは、ゴドウィン伯の名から名付けられたともいわれている。そこにはかつてゴドウィンが領有していた島があったが、1097年に島は流されてしまったという。しかし、その島は1085年から1086年にかけて編纂されたドゥームズデイ・ブックには見られず、地理学上もその痕跡がみられない。「グッドウィン」とは古英語の「good friend（良き友）」をもじって危険な浅瀬を皮肉った名前であると考えられている。

## 子女
- スウェイン（1020年ごろ - 1052年9月29日） - ヘレフォードシャー伯
- ハロルド2世（1022年ごろ - 1066年10月14日） - イングランド王
- エディス（1025年ごろ - 1075年12月18日） - エドワード懺悔王と結婚
- トスティ（1026年ごろ - 1066年） - ノーサンブリア伯
- ギルス（1032年ごろ - 1066年10月14日） - イースト・アングリア伯
- レオフウィン（1035年ごろ - 1066年10月14日） - ケント伯
- ウルフノス（1040年ごろ - 1094年）
- アルフガー - ランスの修道士
- エドギヴァ
- エルギヴァ（1066年ごろ没）
- グンヒルダ（1087年8月24日没） - 修道女[10]